# Transformers: Háború Kibertron bolygójáért trilógia
A Transformers: Háború Kibertron bolygójáért trilógia (Transformers: War for Cybertron Trilogy) 2020-tól vetített amerikai internetes 2D-s számítógépes animációs anime sorozat, amelyet Robert Cullen, Ehud Landsberg és Jean Texier rendeztek. A forgatókönyvet Randolph Heard és Zac Atkinson írták. A zenéjét Max Repka Toonocracy LLC szerezte. Az animációs játékfilmsorozat producerei Peter Lewis és Mikiel 
Houser. A tévéfilmsorozat a Hasbro Studios, és a Netflix gyártásában készült, a Hasbro Studios forgalmazásában jelent meg. Műfaja akciófilm-sorozat, kalandfilmsorozat, filmvígjáték-sorozat, filmdráma-sorozat és sci-fi filmsorozat.  Amerikában és Magyarországon egyaránt a Netflix tűzi műsorára.

## Ismertető
Amikor a Transformers-univerzum eredettörténetében az Autobotok és az Álcák brutális harca a pusztulás szélére sodorja a bolygójukat, színre lép két ikonikus vezető.
Megismerhetjük Űrdongó régi életét, Röptűz átállását az autobotokhoz,az Örökszikra utáni hajszát, valamint nyomon követhetjük Kibertron utolsó napjait. 
A történet végén egy űrhíd segítségével a Bárka fedélzetén lévők elmenekülnek a bolygóról.
A második évadban Megatron próbál elmenekülni szűk kíséretével Kibertronról - akár vérontás árán is. De egy kis autobot kommandó próbál eközben keresztbetenni az Álcáknak és megtudni, mi az Álcavezér terve. Megatron drasztikus lépésekkel próbálja megmenteni az Álcákat. Az Autobotok mind a bolygón, mind a Bárkán harcolnak, hogy megmentsék Kibertront.
A Bárka eközben tovább sodródik az űrben, rajta az eközben felébredt Autobotokkal. Rájuk pedig nem várt veszélyek várnak az űr sötétjében...
A harmadik évadban miután a Quintesson-t legyőzték és Megatron megfosztja Optimuszt a mátrixtól, az Autobotok és az Álcák hajói lezuhannak a Föld-re, a két frakció háborúja bekapcsolódik a Maximal - Predacon háborúba. Az Örökszikra felkutatásáért folytatott eszeveszett hajsza egy különös bolygón éri el tetőpontját, ahol a jövő átcsap a jelenbe.

## Szereplők
- Aaron Veach mint Prowl/Portyázó (4. epizód)
- Adin Rudd mint Scrapface
- Alex Taber mint Bug Bite (2 epizód)
- Alexander DiLallo mint Barricade/Barikád (3. epizód)
- Andy Bernett, mint Rhinox (5 rész)
- Beau Marie, mint Tigatron (3 epizód)
- Ben Jurand mint Alpha Trion/Alfa Trion (1. epizód)
- Bill Rogers mint Wheeljack/Kerék (6. epizód)
- Brian Robert Burns mint Cog/Tengely (3. epizód)
- Brook Chalmers mint Impactor/Tűzlöket (5. epizód)
- Danny Hansen mint Predacon Scorponok (1 epizód), Thundercreaker/Villámcsapás (2. epizód)
- Edward Bosco mint Ultra Magnusz (4. epizód), Factory Worker és Soundwave/Fülelő (4. epizód)
- Ellie Main mint Moonracer/Holdfutó (2. epizód)
- Erin Ebers, mint Airazor/Légszelő (6 epizód)
- Frank Todaro mint Starscream/Üstökös (6. epizód), Refraktor[* 1] (1. epizód), Rattrap/Patkányfogó, Shamble és Ravage/Romboló (1. epizód)
- Georgia Reed mint Chromia/Krómia (6. epizód)
- Gray G. Haddock mint Sinister/Vészmadár (2. epizód)
- Jake Foushee mint Optimusz fővezér (6. epizód), Nemesis Prime (1 epizód)
- Jason Marnocha mint Megatron (6. epizód), Galvatron
- Jay Sanford mint Dirge, Deseeus (Wit) (1 episode)
- Jeanne Carr mint Blackarachnia (6 epizód)
- Jimmie Stafford mint Hound/Vadászeb (5. epizód)
- Jolene Andersen mint Deseeus (Wrath) (2 epizód)
- Joe Zieja mint Bumblebee/Űrdongó (4. epizód)
- Joe Hernandez mint Cheetor (6 epizód)
- Jonathan Lipow mint Unicron (3 epizód)
- Joseph Noughton mint Deseeus (Wisdom) (1 episode)
- Justin Luther mint Optimus Primal/Optimusz Falkavezér (6 epizód)
- Kaiser Johnson mint Ironhide/Acélfej (4. epizód) és Seeker Guard
- Keith Silverstein mint Jetfire/Röptűz (6. epizód), Deseeus (Death) és Omega Supreme/Szuper Omega (2. epizód)
- Krizz Kaliko , mint Dinobot (4 epizód)
- Linsay Rousseau mint Elita-1 (6. epizód) és Deseeus (Doubt)
- Mark Whitten mint Sideswipe/Csatár (6. epizód) és Skywarp/Égretörő (2. epizód)
- Marcus Clark-Oliver mint Astrotrain, Hotlink (2 epizód)
- Marqus Bobesich mint Predacon Megatron (6 epizód)
- Michael Dunn mint Scorponok
- Michael Jones mint Thrust (1 epizód)
- Michael Schwalbe, mint Doubledealer/Kétszín (3 epizód)
- Miles Luna mint Cliffjumper/Sziklaugró (1. epizód) és Teletraan-1 (1. epizód)
- Sean Wright mint Sky Lynx, Seeker Guard (2 epizód)
- Shawn Hawkins mint Mirage/Délibáb (5. epizód)
- Sophia Isabella/Jessica DiGiovanni mint Arcee (2. epizód)
- Philip Bache mint Skytread/Égjáró (2. epizód)
- Rafael Goldstein mint Ratchet/Racsni (4. epizód) és Soundblaster/Zajszóró (2. epizód)
- Todd Haberkorn mint Red Alert/Riadó (5. epizód) és Sokkoló (3. epizód)

## Epizódok

### Évadáttekintés
| Évad | Évad | Évad címe | Epizódok | Epizódok | Eredeti sugárzás   | Eredeti sugárzás   | Eredeti adó        | Magyar sugárzás    | Magyar sugárzás  | Magyar adó |
| Évad | Évad | Évad címe | Epizódok | Epizódok | Évadpremier        | Évadfinálé         | Eredeti adó        | Évadpremier        | Évadfinálé       | Magyar adó |
| ---- | ---- | --------- | -------- | -------- | ------------------ | ------------------ | ------------------ | ------------------ | ---------------- | ---------- |
|      | 1.   | Ostrom    | 6        | 6        | 2020. július 30.   | 2020. július 30.   |                    | 2020. július 30.   | 2020. július 30. |            |
|      | 2.   | Földkelő  | 6        | 6        | 2020. december 30. | 2020. december 30. | 2020. december 30. | 2020. december 30. |                  |            |
|      | 3.   | Királyság | 6        | 6        | 2021. július 29.   | 2021. július 29.   | 2021. július 29.   | 2021. július 29.   |                  |            |

### 1. évad:Ostrom(2020)
| # | Cím                   | Rendező        | Író                              | Premier                           |
| --- | --------------------- | -------------- | -------------------------------- | --------------------------------- |
| 1. | 1. epizód (Episode 1) | Takashi Kamei  | George Krstic                    | 2020. július 30. 2020. július 30. |
| Megatron a békeszerződés elfogadására biztatja Optimuszt. Üstökös megkérdőjelezi Röptűz vezetői képességeit. Az autobotok próbálják a saját oldalukra állítani Űrdongót.  |                       |                |                                  |                                   |
| 2. | 2. epizód (Episode 2) | Kazuma Shimizu | F.J. DeSanto és Gavin Hignight   | 2020. július 30. 2020. július 30. |
| Megatronhoz váratlan vendég érkezik; Sokkoló elárulja, hogy a mitikus Örökszikra hogyan segíthet az autobotok legyőzésében. Az álcák csapdát állítanak.                   |                       |                |                                  |                                   |
| 3. | 3. epizód (Episode 3) | Koji           | George Krstic                    | 2020. július 30. 2020. július 30. |
| Optimusznak van egy terve, de szüksége van Racsni segítségére. Ultra Magnuszt kínvallatásnak vetik alá, miközben Üstökös tovább szítja az ellentétet a kutatók között.    |                       |                |                                  |                                   |
| 4. | 4. epizód (Episode 4) | Kazuma Shimizu | Brandon Easton és Gavin Hignight | 2020. július 30. 2020. július 30. |
| Elita kételkedik Optimusz tervében, amelynek része egy űrhíd megjavítása is. Optimusz az őrzők segítségét kéri. Űrdongó komoly megtiszteltetésben részesül.               |                       |                |                                  |                                   |
| 5. | 5. epizód (Episode 5) | Koji           | Brandon Easton és Gavin Hignight | 2020. július 30. 2020. július 30. |
| Röptűz felajánlja segítségét Optimusznak az Örökszikra megszerzésében. Űrdongó, Tengely és Arcee küldetésre indul az energonért; Kerék próbálja repülésre bírni a Bárkát. |                       |                |                                  |                                   |
| 6. | 6. epizód (Episode 6) | Kazuma Shimizu | Brandon Easton és Gavin Hignight | 2020. július 30. 2020. július 30. |
| Optimusz próbálja megszerezni az Örökszikrát. Megatron tudomást szerez Optimusz tervéről, és parancsot ad a támadásra, de az autobotok váratlan segítséget kapnak.        |                       |                |                                  |                                   |

### 2. évad:Földkelő(2020)
| Sor. | Év. | Cím                   | Rendező        | Író                              | Premier                               |
| --- | --- | --------------------- | -------------- | -------------------------------- | ------------------------------------- |
| 7. | 1.  | 1. epizód (Episode 1) | Takashi Kamei  | George Krstic                    | 2020. december 30. 2020. december 30. |
| Megatron azt hiszi, az Örökszikra elpusztult, ezért menekülni akar a haldokló bolygóról, ám ennek nagy ára van. Elita fogolyszabadítási terve nehézségekbe ütközik.        |     |                       |                |                                  |                                       |
| 8. | 2.  | 2. epizód (Episode 2) | Kazuma Shimizu | F.J. DeSanto és Gavin Hignight   | 2020. december 30. 2020. december 30. |
| Zsoldos transformerek jelennek meg az űrben sodródó Bárkán. Nem várt szövetségesek érkeznek a bebörtönzött Autobotok megmentésére, és Megatron felfedi a Nemezis-tervet.   |     |                       |                |                                  |                                       |
| 9. | 3.  | 3. epizód (Episode 3) | Koji           | George Krstic                    | 2020. december 30. 2020. december 30. |
| Az Autobotok megtalálják az Örökszikrát, ám egy elhagyatott űrállomás és magányos lakója az útjukat állja. Az Álcák utolérik a Bárkát.                                     |     |                       |                |                                  |                                       |
| 10. | 4.  | 4. epizód (Episode 4) | Kazuma Shimizu | Brandon Easton és Gavin Hignight | 2020. december 30. 2020. december 30. |
| Megatron életveszélyes helyzetbe kerül. Miközben az Autobotok és az Álcák együtt harcolnak a Skorponok ellen, Üstökös megpróbálja magához ragadni a hatalmat.              |     |                       |                |                                  |                                       |
| 11. | 5.  | 5. epizód (Episode 5) | Koji           | Brandon Easton és Gavin Hignight | 2020. december 30. 2020. december 30. |
| Optimusznak nem várt segítője akad, aki megmutatja neki az egyik lehetőséges jövőt. Megatron találkozik egy lénnyel, aki elárulja neki, mit kell megszereznie Optimusztól. |     |                       |                |                                  |                                       |
| 12. | 6.  | 6. epizód (Episode 6) | Kazuma Shimizu | Brandon Easton és Gavin Hignight | 2020. december 30. 2020. december 30. |
| Az Autobotok és az Álcák az Örökszikrát rejtő bolygó felett harcolnak, amikor Deseeus bekeríti őket, hogy mindannyiukon bosszút álljon.                                    |     |                       |                |                                  |                                       |

### 3. évad:Királyság(2021)
| Sor. | Év. | Cím                   | Rendező        | Író                              | Premier                           |
| --- | --- | --------------------- | -------------- | -------------------------------- | --------------------------------- |
| 13. | 1.  | 1. epizód (Episode 1) | Takashi Kamei  | George Krstic                    | 2021. július 29. 2021. július 29. |
| Miután az Autobotok és az Álcák különböző helyeken becsapódnak, találkoznak a bolygó lakóival, és megdöbbennek, amikor megtudják, kik ők.                                  |     |                       |                |                                  |                                   |
| 14. | 2.  | 2. epizód (Episode 2) | Kazuma Shimizu | F.J. DeSanto és Gavin Hignight   | 2021. július 29. 2021. július 29. |
| Megatron előnyre tesz szert az Örökszikra megtalálását illetően. A Maximálok megkísérlik megmenteni egyik csapattársukat, aki a Predakonok fogságába esik.                 |     |                       |                |                                  |                                   |
| 15. | 3.  | 3. epizód (Episode 3) | Koji           | George Krstic                    | 2021. július 29. 2021. július 29. |
| Ahogy az Autobotok és az Álcák egyre közelebb kerülnek az Örökszikrához, az beindít egy védelmi rendszert, amely észlelésre riaszt, és megszakít minden tevékenységet.     |     |                       |                |                                  |                                   |
| 16. | 4.  | 4. epizód (Episode 4) | Kazuma Shimizu | Brandon Easton és Gavin Hignight | 2021. július 29. 2021. július 29. |
| Megatron tovább használja az Arany Lemezt, hogy az vezérelje a cselekedeteit, és ezzel veszélyezteti Optimusz fővezér Örökszikra megszerzésére irányuló erőfeszítéseit.    |     |                       |                |                                  |                                   |
| 17. | 5.  | 5. epizód (Episode 5) | Koji           | Brandon Easton és Gavin Hignight | 2021. július 29. 2021. július 29. |
| Az Autobotok és a Maximálok megpróbálják beindítani a Bárkát, hogy visszatérhessenek a Kibertronra. Erős ellenállásba ütköznek, ám ekkor valami rendkívüli dolog történik. |     |                       |                |                                  |                                   |
| 18. | 6.  | 6. epizód (Episode 6) | Kazuma Shimizu | Brandon Easton és Gavin Hignight | 2021. július 29. 2021. július 29. |
| A múlt, a jelen és a jövő találkozik egymással a Kibertronon, amikor elkezdődik a végső összecsapás az Örökszikráért, amelybe beszáll néhány váratlan részvevő is.         |     |                       |                |                                  |                                   |